# Grande Ruine
La Grande Ruine (3765 m n.p.m.) – góra w grupie górskiej Écrins w Alpach Delfinackich we Francji.
Położona w grzbiecie górskim, odgałęziającym się od głównego grzbietu grupy w szczycie la Roche Faurio i biegnącym na północ ku La Meije. Grzbiet ten rozdziela w tym miejscu dolinę źródłowych cieków Romanche na wschodzie od doliny potoku Torrent des Etançons (dopływu le Vénéon) na zachodzie. Posiada dwa wierzchołki, rozdzielone wyraźną przełączką Giraud-Lézin (fr. Brèche Giraud-Lézin): południowy (główny), zwany la Pointe Brevoort (3765 m n.p.m.), oraz północny (niższy), zwany le Pic Maître (3726 m n.p.m.). Z racji położenia obydwa wierzchołki stanowią doskonałe punkty widokowe na szczyty i doliny północnej części grupy górskiej Écrins.

## Historia zdobywania
La Pointe Brevoort została zdobyta po raz pierwszy 19 lipca 1873 r. przez pannę Brevoort i Williama Coolidge'a z przewodnikami: Christianem Almerem (ojcem), Peterem Michelem (synem), Christianem Rothem i Peterem Bluerem drogą, stanowiącą dziś tzw. drogę normalną na szczyt.
Le Pic Maître został zdobyty po raz pierwszy przez J. Maître z przewodnikami: Pierre'em Gaspardem ojcem i Pierre'em Gaspardem synem oraz Maximem Bourbonem.

## Dostępność
Najczęściej używaną i najłatwiejszą drogą na szczyt Grande Ruine (Pointe Brevoort) jest droga normalna, wiodąca od strony doliny źródłowego cieku Romanche (tj. od strony wschodniej), koło schroniska Adèle Planchard. Powyżej schroniska droga wiedzie lodowcem. Niezbędne raki, czekan, asekuracja liną – dostępne dla wprawionych turystów wysokogórskich.